# Егемор ле Грав
Егемор ле Грав (фр. Ayguemorte-les-Graves) насеље је и општина у југозападној Француској у региону Аквитанија, у департману Жиронда која припада префектури Бордо.
По подацима из 2011. године у општини је живело 953 становника, а густина насељености је износила 150,55 становника/km². Општина се простире на површини од 6,33 km². Налази се на средњој надморској висини од 13 метара (максималној 34 m, а минималној 4 m).

## Демографија
| 1962. | 1968. | 1975. | 1982. | 1990. | 1999. | 2011. |
| ----- | ----- | ----- | ----- | ----- | ----- | ----- |
| 300   | 360   | 434   | 595   | 696   | 902   | 953   |

График промене броја становника у току последњих година